# Frank Yu
"Frank" Yu Siu Fung (Hongkong, 25 mei 1963) is een Hongkongs autocoureur.

## Carrière
Yu begon zijn autosportcarrière in 2008 in het Aziatische GT-kampioenschap. In 2010 stapte hij over naar de Chinese Clio Cup Series. Dat jaar maakte hij ook zijn debuut in de GT Asia Series en werd direct derde in dat kampioenschap. In 2011 eindigde hij als derde in de Chinese Clio Cup.
In 2012 kende Yu een succesvol jaar, waarin hij de Malaysian Super Series en het Aston Martin Le Mans Festival won en derde werd in de Asian GT Series. In 2013 won hij geen kampioenschappen, maar behaalde wel ereplaatsen in de GTC-klasse van de Asian Le Mans Series, de GT Asia (tweede in beide kampioenschappen) en de 24 uur van Dubai (derde). In 2014 werd hij derde in de CN-klasse van de Asian Le Mans Series.
In 2015 maakte Yu zijn debuut in de nieuwe TCR International Series, waarbij hij voor Craft-Bamboo Racing uitkwam in een Seat León Cup Racer. In het eerste raceweekend op het Sepang International Circuit behaalde hij twee punten, die later zijn enige punten van het seizoen zijn gebleken. Hij nam ook deel in de evenementen op het Marina Bay Street Circuit en het Circuito da Guia, maar scoorde hierin niet en werd zo 37e in de eindstand. Voor hetzelfde team reed hij ook in het evenement in Marina Bay in de TCR Asia Series, waarin hij in de eerste race op het podium stond en in de tweede race derde werd. Hierdoor werd hij in dat kampioenschap tiende met 41 punten.